# Peppermint frappé
Peppermint Frappé es una película de suspenso psicológico española de 1967 dirigida y coescrita por Carlos Saura. Protagonizada por Geraldine Chaplin, José Luis López Vázquez y Alfredo Mayo la trama se centra en un hombre que comienza a obcecarse por la misteriosa mujer de su mejor amigo.
Considerado el primer éxito comercial importante de Saura la película fue seleccionada para competir en el Festival de Cannes de 1968 (cancelado debido a los acontecimientos de mayo de 1968 en Francia). Sin embargo obtuvo cinco galardones incluyendo el Oso de Plata al mejor director en el 18 Festival Internacional de Berlín.

## Argumento
Julián es un médico de mediana edad que dirige una clínica radiológica en su residencia personal de Cuenca, asistido por una enfermera tímida, de modales suaves, llamada Ana.
Una tarde Julián es invitado a la casa de la madre de su amigo Pablo donde hay organizada una reunión de los dos compañeros de la infancia. Pablo es un hombre de negocios que acaba de regresar de África, con Elena, una mujer más joven que él con la que se ha casado, para sorpresa de su madre y amigos. Pablo le prepara a Julián su bebida favorita, peppermint frappé, mientras esperan la entrada de Elena. Su vista aturde a Julián, quien cree reconocer en Elena a una misteriosa mujer que había visto tocando tambores durante la Semana Santa de Calanda. Ella dice que nunca lo ha visto antes, ni ha estado nunca en Calanda, lo que no impide que Julián se muestre fuertemente atraído por la joven mujer.
Durante los días siguientes, va creciendo la atracción de Julián hacia Elena, una mujer jovial con una actitud abierta que contrasta con la vida sencilla y conservadora de una pequeña ciudad provinciana. Mientras Pablo está ocupado, Julián lleva a Elena de turismo por Cuenca, y a pesar de la indiferencia de ésta por sus atenciones, la obsesión de Julián por Elena aumenta. Frustrado por su incapacidad para ganar el afecto de ella, Julián vuelve su atención a su asistente en el laboratorio, Ana, que en secreto se consumía por Julián. Comienzan una relación en la que Julián manipula a Ana, la coacciona a vestirse y a actuar como Elena. Aunque esté con Ana, Julián continúa intentándolo con Elena, pero ella se resiste con una burla abierta.
Después de una broma de Pablo y Elena, destinada a humillar a Julián, él comienza a planear una venganza en contra de la pareja. Recogiendo la curiosidad que siente Elena acerca de su relación con Ana, Julián invita a Elena y Pablo para reunirse con él y Ana en su casa de campo.
Antes de que Pablo y Elena lleguen, Julián vierte lo que parece ser veneno, en una jarra que contiene menta frappé. Cuando Pablo y Elena llegan, Julián les dice que Ana va a llegar un poco tarde y les ofrece la bebida. Después de unos tragos, la pareja empieza a ridiculizar a Julián una vez más. Cuando sucumben al veneno, Julián lleva sus cuerpos a un coche, el que hace rodar hasta un precipicio, para dar la apariencia de que la pareja había muerto en un accidente automovilístico. 
De regreso a su casa de campo, Julián encuentra a Ana ya vestida como la mujer de Calanda. La película termina cuando los dos se abrazan.

## Reparto
- Geraldine Chaplin - Elena / Ana / Mujer de Calanda
- José Luis López Vázquez - Julián
- Alfredo Mayo - Pablo
- Emiliano Redondo - Arturo
- María José Charfole - Niña
- Francisco Venegas - Niño
- Pedro Luis Lozano - Niño
- Víctor Manuel Moreno - Niño
- Ana María Custodio - Madre de Pablo
- Fernando Sánchez Polack - Paciente

## Premios
23.ª edición de las Medallas del Círculo de Escritores Cinematográficos
| Categoría        | Candidatos                               | Resultado |
| ---------------- | ---------------------------------------- | --------- |
| Mejor película   | Mejor película                           | Ganadora  |
| Mejor actor      | José Luis López Vázquez                  | Ganador   |
| Mejor fotografía | Luis Cuadrado                            | Ganador   |
| Mejor guion      | Rafael Azcona Angelino Fons Carlos Saura | Ganadores |

Premios San Jorge
| Categoría               | Candidatas              | Resultado |
| ----------------------- | ----------------------- | --------- |
| Mejor película española | Mejor película española | Ganadora  |

- Premio Festival internacional de cine de Berlín – Oso de Plata 1968 : al mejor director.

## Recepción
Peppermint Frappé obtiene valoraciones positivas en los portales de información cinematográfica. En IMDb, computadas más de 2.100 valoraciones, obtiene una puntuación de 7,1 sobre 10. Con 2.283 reseñas los usuarios de FilmAffinity le otorgan una puntuación de 6,6 sobre 10. En el agregador de críticas Rotten Tomatoes con más de 250 valoraciones alcanza la calificación de "fresco" para el 75% de sus usuarios.
Sin embargo entre la crítica profesional, especialmente en re-evaluaciones posteriores, la cinta cosecha algunas críticas negativas como la de Augusto M. Torres para el diario El País que indica "con el paso de los años se ha convertido en lenta, aburrida y algo incomprensible". La revista Fotogramas señala que "a partir de unos personajes arquetípicos pretendió simbolizar las represiones del español medio, especialmente en el aspecto sexual. Su evidente interés no impide que tanto su formulación como su discurso hayan envejecido considerablemente".
En el sitio de reseñas brasileño Plano Crítico él revisor Luiz Santiago dio la película una nota de 4,5/5 con la nomenclatura de "excelente" y elogió especialmente la dirección de Saura y las interpretaciones de Geraldine Chaplin y José Luis López Vázquez. En la análisis él dice: "El mejor de los dos homenajes que Carlos Saura hizo a Luis Buñuel, Peppermint Frappé (1967), es una obra maestra del cine español y fue el punto de partida para el reconocimiento del cineasta fuera de su país. [...] El futuro, sin embargo, es incierto; una vez realizada la fantasía, su intensidad se enfría. Esta incertidumbre expresada de manera tan latente es otro punto que nos permite calificar esta película como una obra maestra, no sólo por la forma en que revela y denuncia estas cuestiones, sino por el uso que hace de todas las relaciones inmediatas, de lo que está en el vida de cualquier ciudadano común y corriente, susceptible, como los personajes de la película, a las mismas pasiones y deseos".